# Diolcogaster xanthaspis
Diolcogaster xanthaspis är en stekelart som först beskrevs av William Harris Ashmead 1900.  Diolcogaster xanthaspis ingår i släktet Diolcogaster och familjen bracksteklar. Inga underarter finns listade i Catalogue of Life.